# Dick Van Dyke
Richard Wayne „Dick“ Van Dyke (West Plains, Missouri, 1925. december 13. –) Tony- és többszörös Emmy-díjas amerikai színész, komikus. Testvére Jerry Van Dyke színész, komikus.

## Élete
1925. december 13-án született a Missouri állambeli West Plains-ben, Hazel Victoria (1896–1992) és Loren Wayne "Cookie" Van Dyke (1898–1976) gyermekeként. Az Illinois állambeli Danville-ben nőtt fel. A Van Dyke egy holland vezetéknév, azonban angol, ír és skót felmenőkkel rendelkezik.
Fiatalkorában azt tervezte, hogy a minisztériumnál dolgozzon, de a középiskolában azt mondták neki, hogy a szórakoztatóiparban dolgozzon.

## Filmográfia

### Film
| Év   | Magyar cím                          | Eredeti cím                                                 | Szerep                             | Magyar hang            |
| ---- | ----------------------------------- | ----------------------------------------------------------- | ---------------------------------- | ---------------------- |
| 1963 |                                     | Bye Bye Birdie                                              | Albert F. Peterson                 |                        |
| 1964 | Melyik úton járjak?                 | What a Way to Go!                                           | Edgar Hopper                       | Tordy Géza             |
| 1964 | Melyik úton járjak?                 | What a Way to Go!                                           | Edgar Hopper                       | Lux Ádám               |
| 1964 | Mary Poppins                        | Mary Poppins                                                | Bert                               | Sinkovits-Vitay András |
| 1964 | Mary Poppins                        | Mary Poppins                                                | idősebb Mr. Dawes                  | Rátonyi Róbert         |
| 1965 |                                     | The Art of Love                                             | Paul Sloane / Toulouse aka Picasso |                        |
| 1966 | Robin Crusoe kalandjai              | Lt. Robin Crusoe, U.S.N.                                    | Robin Crusoe hadnagy               | Hirtling István        |
| 1967 | Válás amerikai módra                | Divorce American Style                                      | Richard Harmon                     | Lőte Attila            |
| 1967 |                                     | Fitzwilly                                                   | Claude R. Fitzwilliam              |                        |
| 1968 | Unalomról szó sem lehet             | Never a Dull Moment                                         | Jack Albany                        | Láng Balázs            |
| 1968 | Csodakocsi                          | Chitty Chitty Bang Bang                                     | Caractacus Potts                   | Tarján Péter           |
| 1969 |                                     | Some Kind of a Nut                                          | Fred Amidon                        |                        |
| 1969 |                                     | The Comic                                                   | Billy Bright                       |                        |
| 1971 | Elvonási tünetek (Hideg pulyka)     | Cold Turkey                                                 | Clayton Brooks tiszteletes         | Bujtor István          |
| 1971 | Elvonási tünetek (Hideg pulyka)     | Cold Turkey                                                 | Clayton Brooks tiszteletes         | Magyar Bálint          |
| 1975 |                                     | Tubby the Tuba                                              | Tubby a Tuba (hangja)              |                        |
| 1979 | Édes vétkezés                       | The Runner Stumbles                                         | Brian Rivard atya                  |                        |
| 1990 | Dick Tracy                          | Dick Tracy                                                  | Fletcher államügyész               | Fülöp Zsigmond         |
| 2001 |                                     | Walt: The Man Behind the Myth                               | Narrator (hangja)                  |                        |
| 2002 | Kóla, puska, sültkrumpli            | Bowling for Columbine                                       | önmaga                             |                        |
| 2005 |                                     | Batman: New Times                                           | Gordon felügyelő (hangja)          |                        |
| 2006 | Bajkeverő majom                     | Curious George                                              | Mr. Bloomsberry (hangja)           | Verebély Iván          |
| 2006 | Éjszaka a múzeumban                 | Night at the Museum                                         | Cecil Fredricks                    | Kristóf Tibor          |
| 2009 | Éjszaka a múzeumban 2.              | Night at the Museum: Battle of the Smithsonian              | Cecil Fredricks (törölt jelenet)   |                        |
| 2014 | Egy igazán csodás nap               | Alexander and the Terrible, Horrible, No Good, Very Bad Day | önmaga                             | Papp János             |
| 2014 | Éjszaka a múzeumban – A fáraó titka | Night at the Museum: Secret of the Tomb                     | Cecil Fredricks                    | Ujréti László          |
| 2015 |                                     | Merry Xmas (rövidfilm)                                      | apa                                |                        |
| 2017 |                                     | If You're Not in the Obit, Eat Breakfast (dokumentumfilm)   | önmaga                             |                        |
| 2018 |                                     | Buttons                                                     | angyal                             |                        |
| 2018 | Mary Poppins visszatér              | Mary Poppins Returns                                        | ifjabb Dawes úr                    | Papp János             |

### Televízió
| Év        | Eredeti cím                               | Szerep                               | Jegyzetek                                                            | Magyar cím                 |
| --------- | ----------------------------------------- | ------------------------------------ | -------------------------------------------------------------------- | -------------------------- |
| 1955–1956 | The Morning Show                          | Házigazda                            | CBS                                                                  |                            |
| 1956      | CBS Cartoon Theatre                       | Házigazda                            |                                                                      |                            |
| 1956–1957 | To Tell the Truth                         | Panelist                             | 5 epizód                                                             |                            |
| 1957–1958 | The Phil Silvers Show                     | Pvt. Lumpkin / Pvt. "Swifty" Bilko   | 2 epizód                                                             |                            |
| 1958      | The Chevy Showroom Starring Andy Williams | Önmaga                               |                                                                      |                            |
| 1958–1959 | Mother's Day                              | Házigazda                            |                                                                      |                            |
| 1959      | Laugh Line                                | Házigazda                            | három hónapig                                                        |                            |
| 1961–1966 | The Dick Van Dyke Show                    | Rob Petrie + mások                   | 158 epizód                                                           |                            |
| 1969      | Dick Van Dyke and the Other Woman         | Önmaga                               | Special (Mary Tyler Moore-ral)                                       |                            |
| 1970      | Dick Van Dyke Meets Bill Cosby            | Önmaga                               | Special (Bill Cosby-val)                                             |                            |
| 1971–1974 | The New Dick Van Dyke Show                | Dick Preston                         | 72 epizód                                                            |                            |
| 1973      | The New Scooby-Doo TV-films               | Önmaga (hang)                        | epizód: "The Haunted Carnival"                                       | Scooby-Doo újabb kalandjai |
| 1974      | Julie and Dick at Covent Garden           | Önmaga                               | Special (with Julie Andrews)                                         |                            |
| 1974      | Columbo                                   | Paul Galesko                         | epizód: "Negative Reaction"                                          | Columbo                    |
| 1974      | The Morning After                         | Charlie Lester                       | TV-film                                                              |                            |
| 1976      | Van Dyke and Company                      | Önmaga                               | Variety series                                                       |                            |
| 1976      | Lola!                                     | Cast member                          | Series                                                               |                            |
| 1977      | The Carol Burnett Show                    | Cast member                          | 11 epizód                                                            |                            |
| 1979      | Supertrain                                | Waldo Chase                          | epizód: "And a Cup of Kindness Too"                                  | Supertrain                 |
| 1981      | True Life Stories                         | Charlie                              | Documentary                                                          |                            |
| 1981      | Harry's Battles                           | Harry Fitzsimmons                    | Unsold half-hour pilot[forrás?]                                      |                            |
| 1981      | How to Eat Like a Child                   | Önmaga                               | Special                                                              |                            |
| 1982      | The Country Girl                          | Frank Elgin                          | TV-film                                                              |                            |
| 1982      | Drop-Out Father                           | Ed McCall                            | TV-film                                                              |                            |
| 1983      | CBS Library                               | Father (hang)                        | epizód: "Wrong Way Kid"                                              |                            |
| 1983      | Found Money                               | Max Sheppard                         | TV-film                                                              |                            |
| 1984      | Donald Duck's 50th Birthday               | Önmaga / Házigazda                   | Special                                                              |                            |
| 1985      | American Playhouse                        | Les Dischinger                       | epizód: "Breakfast with Les and Bess"                                |                            |
| 1986      | Strong Medicine                           | Sam Hawthorne                        | TV-film                                                              | Keserű pirula              |
| 1986      | Matlock                                   | Carter Addison                       | epizód: "The Judge"                                                  | Matlock                    |
| 1987      | GHázigazda of a Chance                    | Bill Nolan                           | TV-film                                                              |                            |
| 1987      | Highway to Heaven                         | Wally Dunn                           | epizód: "Wally"                                                      |                            |
| 1987      | Airwolf                                   | Malduke                              | epizód: "Malduke"                                                    |                            |
| 1988      | The Van Dyke Show                         | Dick Burgess                         | 10 epizód                                                            |                            |
| 1989      | The Golden Girls                          | Ken                                  | epizód: "Love Under the Big Top"                                     | Öreglányok                 |
| 1990      | Matlock                                   | Carter Addison                       | epizód: "The Kidnapper" (stock footage from epizód "The Judge")      |                            |
| 1991      | Daughters of Privilege                    | Buddy Keys                           | TV-film                                                              |                            |
| 1991      | Jake and the Fatman                       | Dr. Mark Sloan                       | epizód: "It Never Entered My Mind" (Próbaepizód Diagnosis Murdernek) | Jake meg a dagi            |
| 1992      | Diagnosis of Murder                       | Dr. Mark Sloan                       | Diagnosis Murder TV-film                                             |                            |
| 1992      | The House on Sycamore Street              | Dr. Mark Sloan                       | Diagnosis Murder TV-film                                             |                            |
| 1993      | The Town Santa Forgot                     | Narrator / Old Jeremy Creek (hang)   | Special                                                              |                            |
| 1993      | A Twist of the Knife                      | Dr. Mark Sloan                       | Diagnosis Murder TV-film                                             |                            |
| 1993–2001 | Diagnosis: Murder                         | Dr. Mark Sloan                       | Főszerep (178 epizód); executive producer (137 epizód)               | Halálbiztos diagnózis      |
| 1993      | Coach                                     | Luthor Van Dam's Cousin (uncredited) | epizód: "Christmas of the Van Damned"[forrás?]                       |                            |
| 1999      | Becker                                    | Fred Becker                          | epizód: "Becker the Elder" (epizód 13)                               |                            |
| 2000      | Sabrina the Teenage Witch                 | Duke                                 | epizód: "Welcome Back, Duke"                                         | Sabrina, a tiniboszorkány  |
| 2002      | A Town Without Pity                       | Dr. Mark Sloan                       | Diagnosis Murder TV-film                                             |                            |
| 2002      | Without Warning                           | Dr. Mark Sloan                       | Diagnosis Murder TV-film                                             |                            |
| 2003      | The Gin Game                              | Weller Martin                        | TV-film                                                              |                            |
| 2003      | The Alan Brady Show                       | Webb (hang)                          | Special                                                              |                            |
| 2003      | Scrubs                                    | Dr. Townshend                        | epizód: "My Brother, My Keeper"                                      | Dokik                      |
| 2004      | The Dick Van Dyke Show Revisited          | Rob Petrie                           | Special                                                              |                            |
| 2006      | Murder 101                                | Dr. Jonathan Maxwell                 | TV-film                                                              |                            |
| 2007      | Murder 101: If Wishes Were Horses         | Dr. Jonathan Maxwell                 | TV-film                                                              |                            |
| 2007      | Murder 101: College Can Be Murder         | Dr. Jonathan Maxwell                 | TV-film                                                              |                            |
| 2008      | Murder 101: The Locked Room Mystery       | Dr. Jonathan Maxwell                 | TV-film                                                              |                            |
| 2011      | Hollywood Treasure                        | Önmaga                               | epizód: "Chitty Chitty Bid Bid"                                      |                            |
| 2012      | The Doctors                               | Önmaga                               | Talk show                                                            |                            |
| 2012      | Fun with Dick and Jerry Van Dyke          | Önmaga                               | TV-film                                                              |                            |
| 2013      | Brody Stevens: Enjoy It!                  | Önmaga                               | epizód: "Born in the Valley; Hollywood Finale"                       |                            |
| 2014      | Signed, Sealed, Delivered                 | Kenneth Brandt                       | 2 epizód                                                             |                            |
| 2014      | Mickey Mouse Clubhouse                    | Captain Goof-Beard (hang)            | epizód: "Mickey's Pirate Adventure"                                  | Mickey egér játszótere     |
| 2015      | The Middle                                | Dutch Spence                         | epizód: "Two of a Kind"                                              | A semmi közepén            |

## Fordítás
- Ez a szócikk részben vagy egészben  a   Dick Van Dyke című angol Wikipédia-szócikk fordításán alapul.  Az eredeti cikk szerkesztőit annak laptörténete sorolja fel. Ez a jelzés csupán a megfogalmazás eredetét és a szerzői jogokat jelzi, nem szolgál a cikkben szereplő információk forrásmegjelöléseként.